# Capitaine Janvier (film, 1936)
Pour les articles homonymes, voir Capitaine Janvier.
Pour plus de détails, voir Fiche technique et Distribution.
Capitaine Janvier (titre original : Captain January) est un film américain réalisé par David Butler, sorti en 1936, avec Shirley Temple et Guy Kibbee.

## Synopsis
Helen "Star", une petite orpheline, est élevée par un marin, le capitaine Janvier. Elle habite dans un phare et vit heureuse, jusqu'au jour où des personnes veulent les déloger.

## Fiche technique
- Titre : Capitaine Janvier
- Titre original : Captain January
- Réalisation : David Butler
- Scénario : Sam Hellman, Gladys Lehman et Harry Tugend d'après le roman de Laura E. Richard
- Production : Buddy G. DeSylva et Darryl F. Zanuck
- Société de production et de distribution : Twentieth Century Fox
- Direction musicale : Louis Silvers
- Musique : Cyril J. Mockridge (non crédité)
- Chorégraphie : Jack Donohue
- Photographie : John F. Seitz
- Montage : Irene Morra
- Direction artistique : William S. Darling
- Décors : Thomas Little
- Costumes : Gwen Wakeling et Sam Benson
- Pays de production : États-Unis
- Format : Noir et blanc - 35 mm - 1,37:1 - Son : Mono (Western Electric Noiseless Recording)
- Genre : Film musical et comédie
- Durée : 77 minutes
- Dates de sortie :
  - États-Unis : 17 avril 1936[Où ?]
  - États-Unis : 24 avril 1936 (New York)

## Distribution
- Shirley Temple (VF : Colette Borelli) : Helen "Star" Mason
- Guy Kibbee (VF : Jean d'Yd) : capitaine Janvier
- Slim Summerville : capitaine Nazro
- Buddy Ebsen : Paul Roberts
- Sara Haden : Agatha Morgan
- Jane Darwell : La veuve Mme Eliza Croft
- June Lang : Mary, l'institutrice
- Jerry Tucker : Cyril Morgan
- George Irving : John Mason
- Nella Walker : Mme John Mason

Acteurs non crédités
- Si Jenks : L'ancien
- Mary MacLaren : La gouvernante